# Национальный вопрос
Национальный вопрос — термин, используемый для обозначения множества проблем, связанных с национализмом. Особенно часто он поднимается в социалистической мысли и доктрине.

## В социализме
- «Национальный вопрос и социал-демократия» Отто Бауэра в 1907 году
- «Национальный вопрос и автономия» Розы Люксембург в 1909 году[1]
- «Критические заметки по национальному вопросу» В. И. Ленин, 1913 год, впервые опубликованы в 1925 году[2]
- «Национальный вопрос», глава 39 книги Л. Д. Троцкого «История российской революции», том 2, часть 2: «Триумф Советов»[3]
- «Марксизм и национальный вопрос», брошюра И. В. Сталина 1913 года об определении и роли наций в марксизме
- «Zur nationalen Frage в Österreich», статьи Альфреда Клара об Австрии, 1937 год
- «К вопросу о национальностях в Эфиопии» Валлелиня Мэконнэна, 1969 год

## Другие национальные вопросы
- Адриатический вопрос[англ.]
- Армянский вопрос
- Аромунский вопрос[англ.]
- Восточный вопрос
- Вендский вопрос[англ.]
- Германский вопрос
- Ирландский вопрос
- Еврейский вопрос
- Карельский вопрос
- Национальный квебекский вопрос[англ.]
- Курдский вопрос
  - Мосульский вопрос
- Македонский вопрос
- Польский вопрос[англ.]
- Римский вопрос
- «Вопрос о Западной Сахаре» — название двух резолюций Организации Объединённых Наций:
  - Резолюция Генеральной Ассамблеи ООН 34/37[англ.]
  - Резолюция Генеральной Ассамблеи Организации Объединенных Наций 40/50[англ.]
- Шлезвиг-гольштейнский вопрос
- Украинский вопрос